# Хики, Кенни
Кеннет Шон Хики (англ. Kenneth Shaun Hickey, род. 22 мая 1966, Бруклин) — американский музыкант, гитарист и бэк-вокалист группы Type O Negative, а также гитарист и вокалист проекта Seventh Void.

## Личная жизнь
Кенни Хики родился 22 мая 1966 года в Бруклине, Нью-Йорк. Он один из участников-основателей Type O Negative. В свободное время Кенни любит сочинять. Чего стоит его произведение Sex is Dead («Секс – Мертв»). Также Хики принял активное участие, снимаясь в клипе на песню "Everything Dies". У Кенни есть жена по имени Бонни (Bonnie), и у него есть маленькая дочка Мэг. 22 августа 2002 года у Кенни и Бонни родилась вторая девочка – Алия Корин Хики (Aliya Corrine Hickey). Цитата Джоша: "Она орет как болельщики на футбольном матче". Кенни утверждает, что обрел Господа, и верит в то, что тот живёт где-то во Франции.

## Карьера
Играл в группе во всё время её существования (1989—2010), участвовал во всех записях группы. В 2003 году вместе с барабанщиком Type O Negative Джонни Келли создал группу Seventh Void, в которой играл до 2017. В 2009 Seventh Void выпустила дебютный альбом «Heaven Is Gone». В 2019 присоединился к группе Silvertomb, с которой записал альбом «Edge Of Existence».

## Гитары
Кенни играл на гитаре в своей собственной, отчасти агрессивной, но вместе с тем очень мягкой манере. В начале существования Type O Negative он использовал чёрную «Gibson Flying V», это можно увидеть в клипе «Christian Woman». Вскоре он сменил её на «Gibson SG» такого же цвета, но с зелёными звукоснимателями, ручками тона и громкости и отметками ладов. Во время турне в поддержку October Rust он стал использовать гитары «Fernandes», сустейнеры Raven Elite Sustainer и Revolver Sustainer с такими же зелёными деталями, как и на предыдущей Gibson SG. Этим оборудованием он пользовался больше половины десятилетия. На видео Life Is Killing Me он использует «Monterey Deluxe» с зелёными отметками ладов, но без стандартных звукоснимателей EMG. В 2007 году он начал использовать гитары фирмы «Schecter», наиболее часто он использовал модель C-1 Baritone. Она была непохожа на остальные гитары Кенни: она была зелёного цвета, а не чёрного, как остальные гитары; на ней была чёрная окантовка; а также звукосниматели фирмы Seymour Duncan: в бридже стоял PATB-2B, а в неке — Sustainiac. Все гитары были настроены на 2.5 ниже стандартного.

## Дискография

### Альбомы
- 1991 Slow Deep and Hard
- 1992 The Origin of the Feces (пародия на концертный альбом)
- 1993 Bloody Kisses US #166 (стал платиновым), GER #60
- 1996 October Rust US #42 (стал золотым), GER #5
- 1999 World Coming Down US #39, GER #3
- 2003 Life Is Killing Me US #39, GER #9,
- 2007 Dead Again US #27

### Синглы
- 1993 Black No.1 (Little Miss Scare-All)
- 1993 Christian Woman
- 1995 Summer Breeze
- 1996 In Praise of Bacchus
- 1996 Love You To Death
- 1996 My Girlfriend’s Girlfriend
- 1997 Cinnamon Girl
- 2000 Everyone I Love Is Dead
- 2000 Everything Dies
- 2003 I Don’t Wanna Be Me
- 2006 Santana Medley
- 2007 Profits of Doom
- 2008 September Sun

### Сборники
- 1998 Stone Flowers (бутлег)
- 2000 Least Worst Of US #99, GER #50
- 2006 The Best of Type O Negative[англ.]

### Сплиты
- 2007 Iced Earth / Type O Negative / Engel (с Iced Earth и Engel)

### DVD/Видео
- 1998/2000 After Dark (документальный фильм и сборник клипов; стал золотым)
- 2006 Symphony for the Devil (выпущен Steamhammer/SPV)

### Seventh Void
- 2009 — Heaven Is Gone

## Интересные факты
- Прозвища Кенни: «Потерянный Пес», «Мальчик Волк», «Сид», «Энциклопедия Британии», «Борис Смирнофф», «Граф Дракула», «Чудак»
- Именно Кенни придумал и написал те смешные биографии участников Type O Negative, размещенные у них на сайте.